# Prospect (Nouvelle-Écosse)
Prospect est une localité de la Nouvelle-Écosse, au Canada, bordée par Océan Atlantique, et fait partie de la municipalité régionale d'Halifax. Elle est également à environ 23 km au sud-ouest de la route 333.
Pendant la révolution américaine, les pêcheurs de Prospect ont capturé un corsaire américain et 23 membres de l’équipage.
En 2003, la ville a été frappée par l'œil de l'ouragan Juan. Les dommages causés par le vent ont été importants et les ondes de tempête ont emporté de nombreux quais, mais aucune habitation. La zone a subi une érosion importante des terres en raison de l'impact.